# Vladimír Neff
Vladimír Neff (13. června 1909 Praha – 2. července 1983 Praha) byl český spisovatel, překladatel a scenárista, otec spisovatele Ondřeje Neffa.

## Život
Narodil se v Praze, kde také absolvoval obecnou školu. Pocházel z bohaté podnikatelské rodiny, otec Vladimír Neff (* 1881) byl významným obchodníkem s kuchyňským zbožím  a majitelem velké prodejny v Praze na Příkopech a chtěl mít syna obchodníka. Mezi lety 1921 a 1925 navštěvoval reálné gymnázium v Truhlářské ulici, obchodní akademii v Resslově ulici a poté až do roku 1928 francouzskou obchodní akademii v Ženevě.
Po absolvování obchodní školy v Ženevě nastoupil svou první praxi ve skladu porcelánu ve Vídni a v roce 1929 pracoval jako dobrovolník v obchodním domě v Brémách. Rok poté nastoupil do podniku svého otce. Od roku 1935 pracoval jako cizojazyčný lektor (pro oblast francouzské a anglické literatury) v pražském nakladatelství Melantrich, ale už od roku 1939 se živil jako spisovatel z povolání. 
V roce 1950 byl krátkodobě zaměstnán na Barrandově jako scenárista. V letech 1946–1953 bydlel na Slapech, později jen v Praze. Roku 1977 podepsal Antichartu.

## Ocenění
- 1968 – titul zasloužilý umělec
- 1979 – titul národní umělec

## Dílo

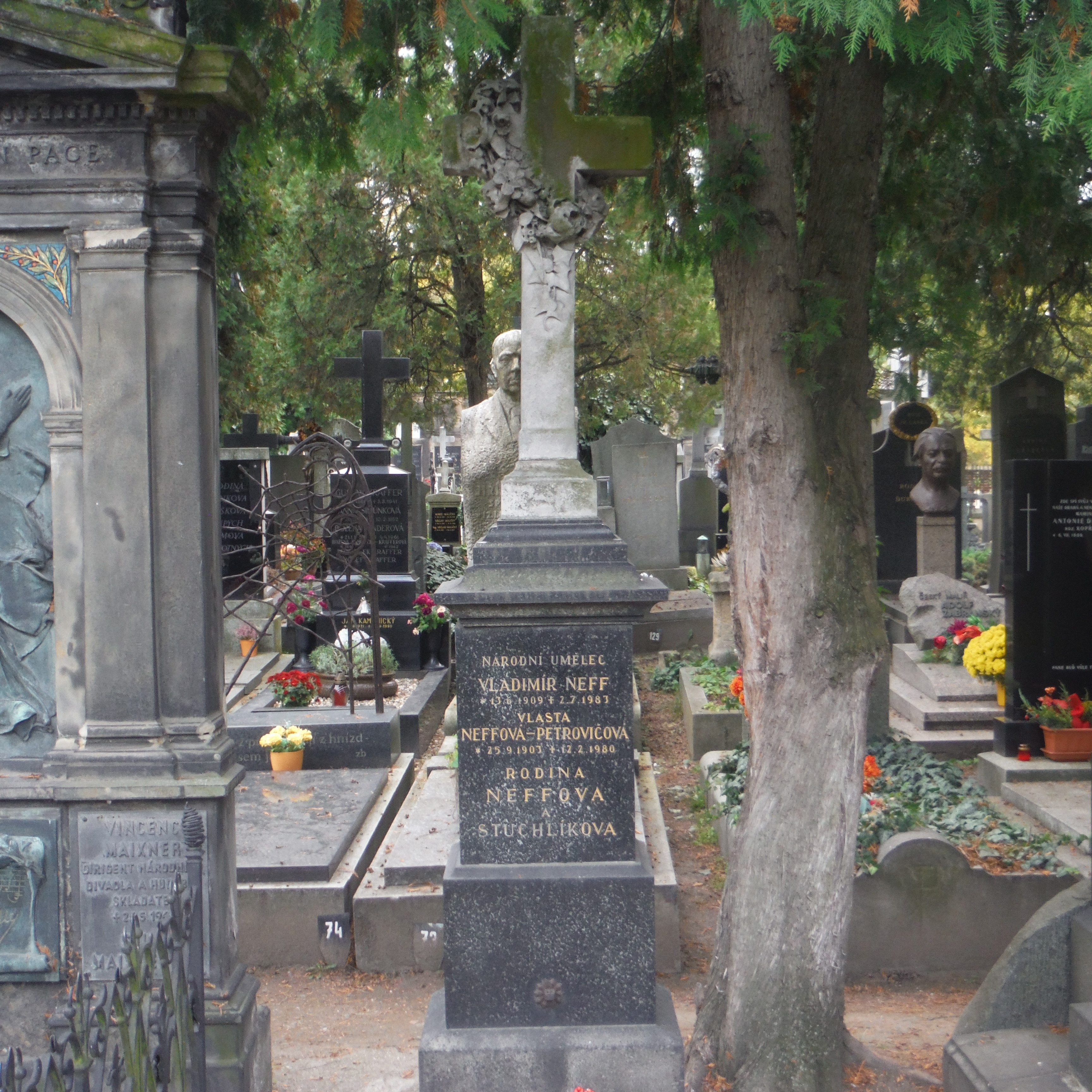
Hrob spisovatele na Vyšehradském hřbitově

Jeho první literární počiny se datují už do druhé poloviny 30. let, především jsou to detektivní parodie a částečně politická satira. Za okupace jej pak zaměstnávala především práce na popularizačně vědeckém slovníku dějin filosofie Filosofický slovník pro samouky neboli Antigorgias, jenž pak vyšel těsně před komunistickým převratem roku 1948. První výrazný úspěch u veřejnosti zaznamenal psychologickým románem Třináctá komnata z roku 1944 a následně novelou Marie a zahradník.
Jeho vrcholnými díly pak jsou historické romány, především pentalogie Sňatky z rozumu, Císařské fialky, Zlá krev, Veselá vdova, Královský vozataj a trilogie Královny nemají nohy, Prsten Borgiů a Krásná čarodějka.
Dle Tomáše Bandžucha lze Neffovi přičíst výrazný podíl na rozšíření mýtu o snaze Československa získat po konci 1. světové války africkou kolonii Togo, kdy "kauze Togo" věnoval (se spoustou detailů, jež nejsou zaznamenány v tištěných pramenech) několik stran v závěrečném díle pentalogie Královský vozataj. Československé koloniální ambice, které "do značné míry využívá k cílené kritice dobové buržoazní společnosti, tu přitom zveličuje takovým způsobem, až se zdá, že snahou o získání kolonií podle něj žila tehdy prakticky celá pražská elita."
Také překládal, a to z francouzštiny, němčiny a ruštiny. Psal rovněž filmové scénáře (např. Tajemství krve nebo Minulost Jany Kosinové).
- 1933 – Nesnáze Ibrahima Skály, parodie na detektivku se sci-fi námětem
- 1934 – Lidé v tógách, parodie na detektivku
- 1934 – Papírové panoptikum
- 1934 – Temperament Petra Bolbeka
- 1935 – Malý velikán
- 1935 – Poslední drožkář, sci-fi námět
- 1937 – Dva u stolu, spor dvou bratrů o dědictví po otci
- 1937 – Omyl růžového stařečka a jiné pohádky pro malé i velké
- 1937 – První nálet, sci-fi prvky
- 1939 – Bůh zbytečnosti
- 1939 – Vyhnaní z ráje
- 1940 – Minulost Jany Kosinové
- 1940 – Pokušitel
- 1940 – Před pultem a za pultem
- 1940–1947 – Filosofický slovník pro samouky neboli Antigorgias
- 1941 – Soused
- 1942 – Gabriela
- 1944 – Třináctá komnata, román z prostředí pražské Kampy, zabývající se spíše než epickou (příběhovou) rovinou citovým vývojem dětského hrdiny Kosti; v roce 1968 zfilmován Otakarem Vávrou
- 1945 – Marie a zahradník, novela opět z prostředí Kampy
- 1947 – Nikdo nic neví
- 1952 – Mladá léta
- 1953 – Srpnovští páni, ironicky laděný historický román z doby posledních Přemyslovců
- 1953 – Tajemství krve
- 1956 – Nezlob, Kristino!

- Rodová pentalogie:
  - 1957 – Sňatky z rozumu
  - 1958 – Císařské fialky
  - 1959 – Zlá krev
  - 1961 – Veselá vdova
  - 1963 – Královský vozataj

– tento na poměry české literatury ambiciózní projekt zachycuje formou kroniky osudy dvou pražských měšťanských rodů (Nedobylů a Bornů) v době od 50. let 19. století po druhou světovou válku. Je inspirován osudy vlastní Neffovy rodiny. Podle prvních čtyř dílů pentalogie natočil režisér František Filip seriály Sňatky z rozumu a Zlá krev.
- 1961 – Pochodně
- 1967 – Trampoty pana Humbla, portrét typického reprezentanta nižší (spíše dělnické) třídy, který mění přesvědčení dle režimu, překmitává od bojůvkových předválečných nacistů až ke komunistům 50. let, „převléká kabáty i korouhve“ – jak se mu to hodí a zdá, přitom si vše vnitřně omluví
- Trilogie:
  - 1973 – Královny nemají nohy
  - 1975 – Prsten Borgiů
  - 1980 – Krásná čarodějka

– tato trilogie popisuje životní osudy Petra z Kukaně, syna pražského alchymisty za doby Rudolfa II. a posléze za třicetileté války
- 1981 – Roucho pana de Balzac
- 1986 – Večery u krbu, kniha vzpomínek na rodinu a život, která vznikla jako seriál rozhovorů se synem Ondřejem